# Pantograf
|  | For den elektriske anordning på taget af togmateriel se Pantograf (el). |
En pantograf er et tegneredskab som anvendtes til at kopiere en tegning eller skrift. 
Det er en mekanisme sammensat på en særlig måde, baseret på et parallelogram således at bevægelsen på et punkt giver samme bevægelse på et andet punkt. Hvis en linje tegnes på det første punkt, vil en forstørret (eller formindsket) kopi blive tegnet af en pen på det andet punkt.

## Commons
- Wikimedia Commons har flere filer relateret til Pantograf